# Chiesa di Sant'Alessandro in Canzanica
La chiesa di Sant'Alessandro in Canzanica è una chiesa romanica risalente all'XI secolo. 

## Storia
È collocata nel territorio del Basso Sebino, in un paese ad est di Bergamo, Adrara San Martino. La seconda parte del nome, in Canzanica, è dovuta al fatto che la chiesa si trova ai piedi del monte Canzano.
Appartiene alla parrocchia di Viadanica. 
Sulle basi di una chiesa primitiva, fu eretto il campanile e, successivamente, si susseguirono ampliamenti. 
Attorno alla fine del XII secolo fu eretto, al lato settentrionale, un edificio a due piani dotato di ingressi indipendenti. 
Successivamente, altre trasformazioni aggiunsero il portico e l'apertura di una cappella laterale.

## Descrizione

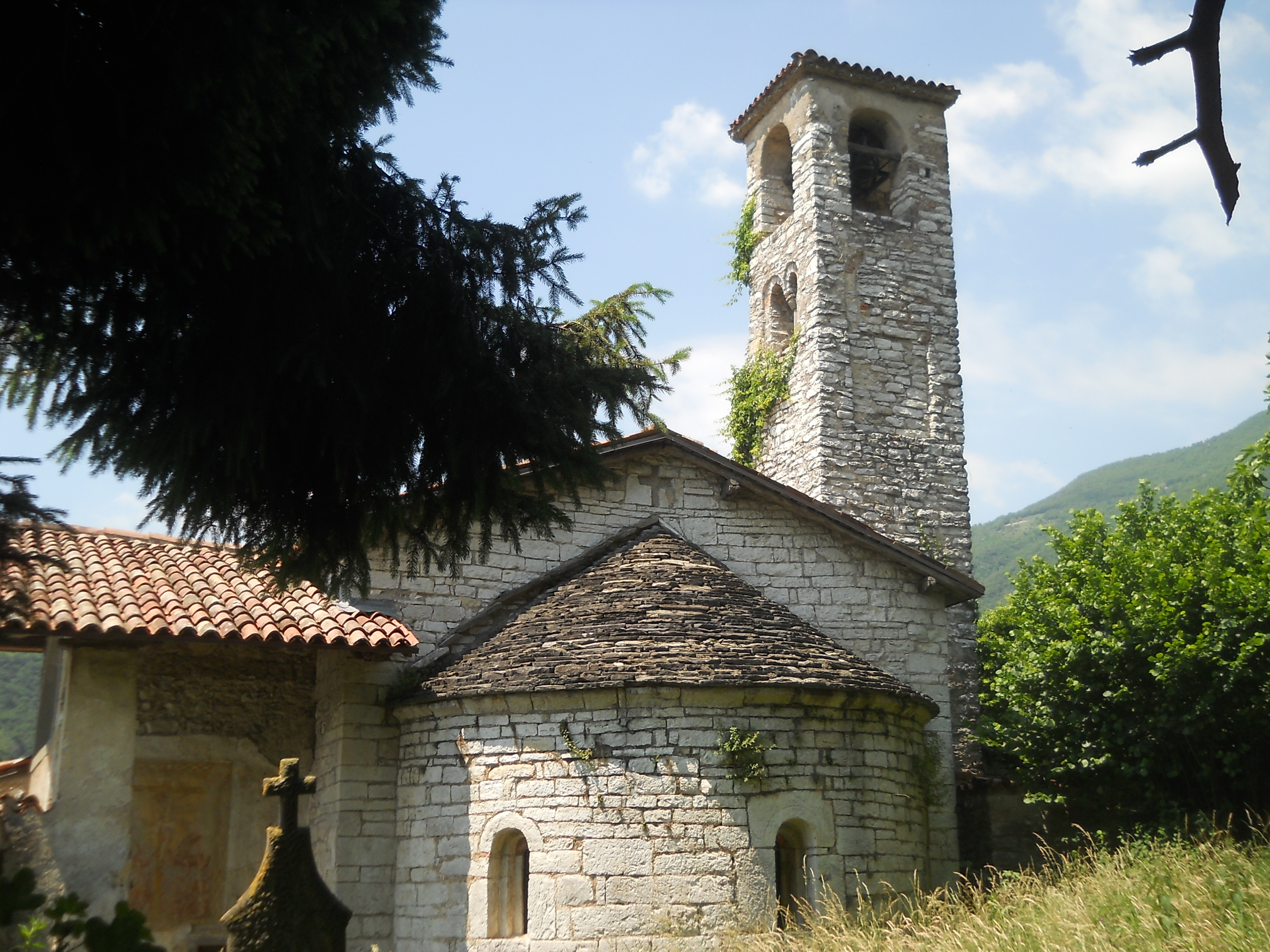
Zona absidale esterna, vista dal cimitero

### Esterno
Adiacenti si trovano, la canonica ed una casa colonica. L'evidente particolarità è l'annesso cimitero, adiacente alla zona absidale. Fino agli inizi del 1900 è stato utilizzato per la sepoltura dei defunti del paese di Viadanica. Sulle pareti esterne della chiesa sopravvivono piccole porzioni di affresco databili tra il XIV e il XV secolo.

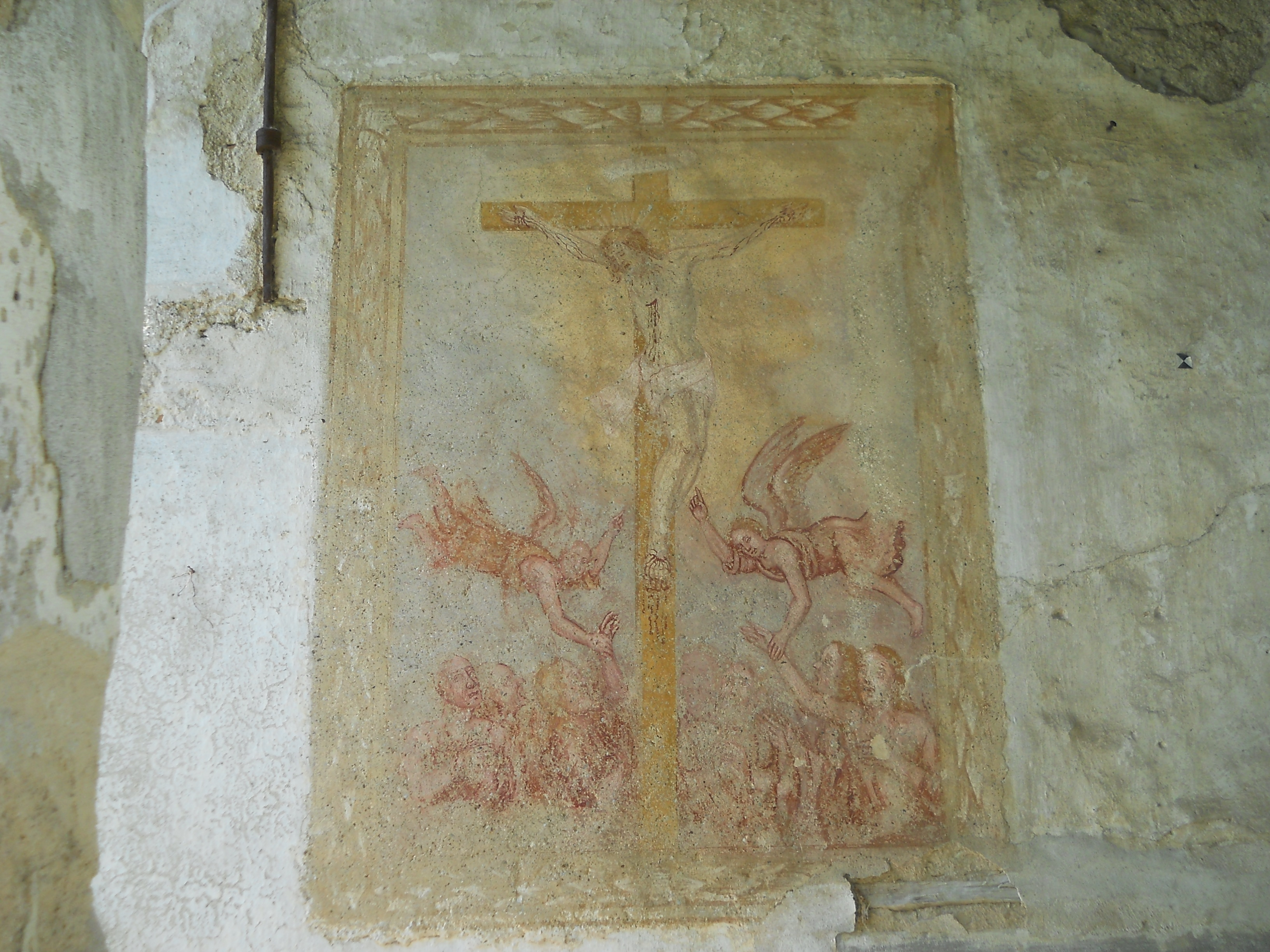
Affresco esterno adiacente ingresso secondario

### Interno
La pianta della chiesa è ad aula unica, terminante con un'abside semicircolare. Nel lato destro è ricavata una cappella rettangolare, da cui si accede alla piccola sagrestia.
Nell'atrio dell'ingresso principale è visibile un affresco della Crocifissione. Sulle pareti, invece, tre affreschi raffigurano la Madonna col Bambino. 
Un affresco fu trasferito dall'esterno all'interno, e posto in una cappella barocca, decorata e modanata a stucco. 
Nel grande catino absidale è raffigurato il Cristo Pantocratore, racchiuso all'interno della mandorla (quest'ultima cara all’iconografia antica e medioevale, che richiama la compresenza delle due nature, divina e umana, in Cristo). 
S'intravedono porzioni dei simboli degli evangelisti: l'aquila e l'angelo, simboli di san Giovanni e san Matteo (sono perduti, invece, il leone di san Marco ed il bue di san Luca). 
Tracce di diversi graffiti testimoniano la devozione dei fedeli alle immagini sacre.